# 勢頭
「勢頭」，在中國大陸多用於形容某事件的發展形勢，意義與「趨勢」相近，而根據香港電台電視節目《潮爆香港》第一集「政治篇」內容，節目內語言學家陳雲認為；類似「勢頭」等虛無飄渺的詞彙，近年包括香港在內的地方傳媒亦跟隨應用，比較「勢頭」與「趨勢」的細緻分別，「勢頭」表示只掌握事件開端的聲勢便可以，而「趨勢」則表示對事件要有較為長遠的預算。

## 反對意見
不過，有意見反駁“勢頭”不是中共新做的詞彙，或新作的 “普通話”，其實古語已有使用。以下為一些例子。
- 《醒世恒言•陸五漢硬留合色鞋》：“那老兒與一官宦人家薄薄裏有些瓜葛，冒著他的勢頭，專在地方上嚇詐人的錢財，騙人酒食。”
- 《紅樓夢》第一百回：“單可恨這些夥計們，見咱們的勢頭兒敗了，各自奔各自的去也罷了。”
- 《李有才板話》二：“劉廣聚，假大頭，一心想當人物頭；抱粗腿，借勢頭，拜認恒元幹老頭。”
- 《東周列國志》第三回：“幽王未及閱軍，見勢頭不好，以小車載褒姒和伯服，開後宰門出走。”
- 《京本通俗小說•馮玉梅團圓》：“玉梅見勢頭不好，料道希周必死，慌忙奔入一間荒屋中，解下羅帕自縊。”
- 《老殘遊記》第十四回：“縣大老爺看勢頭不好，恐怕小墊守不住，叫人趕緊進城罷。”
- 郁達夫《她是一個弱女子》：“看他的勢頭，似乎又要站起來打了。”

廣府話口語亦有使用“勢頭”的例子，如：“勢頭唔對/好”(勢色不對) ，“見到咁既勢頭，當然係走先。”(看到這般形勢，當然是先離開。)由此可見，“勢頭”可解作勢色、形勢。